# انتخابات عمدة موسكو (2013)
أجريت انتخابات عمدة مدينة موسكو في 8 سبتمبر عام 2013، وهذه أول انتخابات لعمدة موسكو تجري بالتصويت المباشر منذ عام 2003.
تنافس في الانتخابات ستة مرشحين، وهم سيرغي سوبيانين (مستقل) وإيفان ميلنيكوف نائب رئيس اللجنة المركزية للحزب الشيوعي الروسي، ورئيس حزب «روسيا العادلة» نيقولاي ليفيتشيف ومرشح الحزب الليبرالي الديمقراطي ميخائيل ديغتياريف ورئيس حزب «يابلوكو» سيرغي ميتروخين، والمرشح عن حزب حرية الشعب «بارناس» أليكسي نافالني.
بلغ عدد مراكز الاقتراع 3397 مركزاً وهي كانت مفتوحة أمام الناخبين خلال 12 ساعة - من الثامنة صباحا حتى الثامنة مساء. ومن أجل تطوير العملية الانتخابية وضمان شفافيتها زود ثلث مراكز الاقتراع (1035 تحديدا) بأجهزة أوتوماتيكية لفرز الأصوات.

## نتائج
بعد فرز 100% من الأصوات أعلنت لجنة الانتخابات المركزية لروسيا الاتحادية أن سرغي سوبيانين حصل على نسبة 51.37 بالمائة من اصوات الناخبين. وجاء مرشح حزب حرية الشعب «بارناس» أليكسي نافالني في المركز الثاني بنسبة 27.24% من الاصوات.
وكانت نتائج المرشحين الأربعة الآخرين كالتالي: إيفان ميلنيكوف – 10.69%، سييرغي ميتروخين – 3.51%، ميخائيل ديغتياريوف – 2.86%، نيقولاي ليفيتشيف – 2.79%. وبلغت نسبة إقبال الناخبين 32.03%.